# Theodor Busse
Ernst Hermann August Theodor Busse (15 december 1897 - 21 oktober 1986) was een Duits officier tijdens de Eerste Wereldoorlog en Tweede Wereldoorlog. Hij was commandant van het 9e leger tijdens de laatste dagen van de Tweede Wereldoorlog en verdedigde Berlijn tijdens de Slag om Berlijn.

## Voor de Tweede Wereldoorlog
Busse werd geboren op 15 december 1897 in Frankfurt an der Oder. Hij trad in 1915 als cadet toe tot het Duitse leger. Hij verdiende enkele medailles, zoals het Ridderkruis in de Huisorde van Hohenzollern met Zwaarden. Na de Eerste Wereldoorlog was hij een van de tweeduizend officieren in de nieuw gevormde Reichswehr.

## De Tweede Wereldoorlog
Busse was in april 1939 een stafofficier en bereidde een training voor die was goedgekeurd door het hoofd van de generale staf in augustus van dat jaar. Tussen 1940 en 1942 diende hij als hoofd van operaties voor generaal Erich von Manstein in het 11e leger. Van 1943 tot en met 1944 was Busse hoofd van de staf van Heeresgruppe Süd. Hij kreeg het Ridderkruis van het IJzeren Kruis op 30 januari 1944 voor het dienen van Heeresgruppe Süd. Hij was een korte tijd in de reserve, maar werd toen generaal-officier gemaakt van de Duitse 121e infanteriedivisie. In juli 1944 commandeerde hij een ander legerkorps. Busse werd commandant van het 9e leger op 21 januari 1945.
Tijdens de laatste vijf maanden van de oorlog commandeerde Busse het 9e leger, dat deel uitmaakte van Heeresgruppe Weichsel. Terwijl de Sovjets optrokken richting Berlijn, verdedigde Busse de hoofdstad. In april 1945 werd Busses 9e leger afgesneden van de flanken en bijna omcirkeld. Generaal Gotthard Heinrici probeerde Busse meerdere malen over te halen om terug te trekken, maar Busse zei dat hij wachtte op een direct bevel van Adolf Hitler zelf. Op een gegeven moment werd Busses 9e leger helemaal omcirkeld door het Rode leger. Busses leger werd vrijwel geheel vernietigd; de overlevende soldaten konden in westelijke richting ontsnappen naar Walther Wencks 12e leger en terugtrekken naar de Elbe. Zij gaven zich over tussen 4 mei en 7 mei.

## Na de oorlog
Theodor Busse zat van 1945 tot 1948 vast als krijgsgevangene. Na zijn vrijlating werkte hij aan meerdere boeken en werd hij de directeur van de burgerverdediging van West-Berlijn.

## Militaire carrière
- General der Infanterie: 1 november 1944[10][12] - 9 november 1944[4][2]
- Generalleutnant: 1 september 1943[12][3][4][2][10]
- Generalmajor: 1 maart 1943[12][3][4][2][10]
- Oberst: 1 augustus 1941[12][4][2][10]
- Oberstleutnant i.G.: 1 februari 1939[12][4][2]
- Major: 1 april 1936[4][2]
- Rittmeister: 1 februari 1933[4][2]
- Oberleutnant:[2] 31 juli 1925[4]
- Leutnant: 1[2] - 13 februari 1917[4] (Patent vanaf 15 februari 1917[2])
- Fähnrich: 11 juli 1916[4]
- Fahnenjunker-Unteroffizier: 13 april 1916[4]
- Fahnenjunker-Gefreiter: 24 maart 1916[4]
- Fahnenjunker: 1 december 1915[2]

## Onderscheidingen
Busse ontving in zijn loopbaan de volgende selectie onderscheidingen:
- Ridderkruis van het IJzeren Kruis op 30 januari 1944 (Nr 2611) als Generalleutnant en Stafchef van de  Heeresgruppe Süd[13][4][2][10][14]
- Herhalingsgesp bij IJzeren Kruis 1939, 1e Klasse[10][2] (30 mei 1940[4][13]) en 2e Klasse[10][2] (27 mei 1940[4][13])
- IJzeren Kruis 1914, 1e Klasse[10][2] (22 augustus 1917[4]) en 2e Klasse[10][2] (3 november 1916[4])
- Duitse kruis in het goud op 24 mei 1942 als Oberst im generalstab in AOK 11[13][4][2][10]
- Erekruis voor Frontstrijders in de Wereldoorlog op de 5 december 1934[13][4]
- Grootofficier in de Orde van Verdienste van de Bondsrepubliek Duitsland op 25 januari 1966[4]
- Ridderkruis in de Huisorde van Hohenzollern met Zwaarden[2] op 29 juli 1918[4]